# Збірник пам'яті Симона Петлюри
Збірник пам'яті Симона Петлюри (ор. Збірник памяти Симона Петлюри) — збірник присвячений споминам про особистість Симона Петлюри та його діяльність. Статі написані його сучасниками, що особисто знали діяча українського визвольного руху.

### Зміст
- Вступ: Від Міжорганізаційного Комітету
- М. Славінський: Симон Петлюра
- І. Мазепа: Творена Держава (Боротьба р.1919)
- П. Феденко: Повстання Нації
- В. Прохода: Вождь та військо
- М. Добриловський: З історії господарської політики незалежної України (1919—1920)
- С. Сірополко: Освітня політика на Україні за часів Директорії
- О. Шульгин: Симон Петлюра та українська закордонна політика
- В. Королів: З моїх споминів про Петлюру
- Ф. Щербина: Симон Петлюра на Кубані
- К. Мацієвич: На земській роботі
- І. Гаврилюк: Другий військовий з'їзд
- В. Прокопович: Остання подорож
- В. Кедровський, Г. Порохівський, В. Кущ, В. Сінклер: Листки із споминів.
- А. Яковлів: Паризька трагедія

## Історія написання
У червні 1926 року Загальні Збори Празького Міжорганізаційного Комітету для вшанування пам'яті Симона Петлюри прийняли постанову про видання Збірника та затвердили обрану Управою Редакційну комісію в складі О. Лотоцького, І. Мазепи, М. Мандрики, М. Славінського, О. Шульгіна. Пізніше до складу комісії також увійшли С. Сірополко та П. Феденко.

## Електронна версія
- Збірник памяти Симона Петлюри (1879—1926) [Архівовано 18 травня 2015 у Wayback Machine.]